# فرقة الصفوة
فرقة الصفوة كانت تسمى سابقاً كتائب الصفوة الإسلامية هي فرقة عسكرية تنتمي إلى الجيش السوري الحر، تنشط في محافظة حلب، ومحافظة حماة.

## تاريخ
تأسست فرقة الصفوة تحت مسمى كتائب الصفوة الإسلامية. في 31 مارس 2016 أعلنت 9 كتائب عسكرية اندماجها مع كتائب الصفوة الإسلامية:
- كتائب منهاج السنة
- كتيبة رجال الله
- كتيبة مكة
- كتيبة القوة الموحدة
- كتيبة يوسف الحلبي
- كتيبة الأنصاري
- كتيبة عمر بن عبد العزيز
- كتيبة الهندسة
- كتيبة سيف الله

في 25 سبتمبر 2016 أعلنت عدة كتائب انضمامها إلى كتائب الصفوة الإسلامية:
- كتيبة أحرار عرفات
- كتيبة أسود الإسلام
- كتيبة شهداء التوحيد
- كتيبة أحرار مارع
- كتيبة أحرار جبرين
- كتيبة المدفعية
- كتيبة الأسود

في 7 نوفمبر 2016 غيرت إسمها إلى فرقة الصفوة بعد انضمام الكتائب التالية:
- كتيبة الشهيد أبو عادل
- كتيبة الشهيد علاء أبو زيد
- كتيبة البتار
- كتيبة أسود الإسلام
- كتيبة الشهيد باسل بدران
- كتيبة الشهيد فيصل الهادي
- كتيبة شهداء الشرقية
- كتيبة وطن
- كتيبة أحفاد صلاح الدين
- كتيبة أسود الشام

وكما قررت تشكيل مجلس عسكري للفرقة بعد انضمام عدد من الضباط المنشقين.

## القيادة
- القائد العام: غسان النجار
- القائد العسكري: أبو حسين الصفوة
- الناطق الرسمي: محمود النجار
- قائد عسكري: عبد الرحمن أحمد منصور  ⚔
- قائد عسكري: علي الخطيب (ج ح)[5]
- قائد ميداني: الملازم أول محمد يوسف (ج ح)[6]
- قائد ميداني: وليف الحسن (أبو علي الحموي) (ج ح)[7]
- قائد ميداني: لؤي إبراهيم «أنصاري» (ج ح)[8]

## وصلات خارجية
- الحساب الرسمي على تويتر.
- الحساب الرسمي على يوتيوب.
- الحساب الرسمي على تيليجرام